# Oribatula macrostega
Oribatula macrostega är en kvalsterart som beskrevs av Iturrondobeitia 1985. Oribatula macrostega ingår i släktet Oribatula och familjen Oribatulidae. Inga underarter finns listade i Catalogue of Life.